# Réunion Surf Pro (femmes)
Pour les articles homonymes, voir Réunion Surf Pro.
Navigation
Marui Pro 1994 Gunston 500 1994
Le Réunion Surf Pro est une compétition de surf féminin qui s'est tenue du 6 au 10 juillet 1994 sur l'île de La Réunion, département d'outre-mer français dans le sud-ouest de l'océan Indien. Organisé à Saint-Leu, une commune de l'ouest de l'île, il s'est disputé dans la baie de Saint-Leu, qui baigne le centre-ville. Il constituait le troisième événement de l'édition 1994 de l'ASP World Tour, le principal championnat organisé par l'Association des surfeurs professionnels. Il a été remporté par l'Américaine Lisa Andersen, qui s'est imposé en finale contre l'Australienne Lynette MacKenzie et a ainsi signé sa première victoire de la saison.